# Juan Manuel Cajigal y Odoardo
Pour les articles homonymes, voir Juan Manuel Cajigal et Cajigal (homonymie).
Juan Manuel Cajigal y Odoardo est un mathématicien et homme politique vénézuélien, né à Barcelona (État d'Anzoátegui) le 10 août 1803 et mort à Yaguaraparo (État de Sucre) le 10 février 1856.

## Carrière
En 1816, il émigre en Espagne et étudie à l'Académie d'ingénieurs d'Alcalá de Henares. En 1823, il commence en France des études qu'il conclut brillamment. Il retourne au Venezuela fin 1828. Le 14 octobre 1830, le Congrès constitutionnel décrète la création d'une Académie militaire de mathématiques sous la direction de Cajigal, inaugurée le 4 novembre 1831.
Il est l'un des membres fondateurs de la « Société économique des amis du pays » (Sociedad Económica de Amigos del País) ainsi que secrétaire de la correspondance en 1829, 1830 et 1841. Cette société regroupait des individus appartenant au corps savant de Caracas dont : Juan Manuel Cajigal, Agostino Codazzi, Fermín Toro et José María Vargas.

## Sources
- « Juan Manuel Cajigal », sur Venezuelatuya.com (consulté le 17 avril 2009)

- « Un Esboso Historico de las Matematicas en Venezuela », sur www.emis.de/journals/BAMV (consulté le 17 avril 2009)